# ونايي (غودرزي)
ونایي (بالفارسية: ونایی) هي قرية تقع في إيران في قسم غودرزي الريفي. يقدر عدد سكانها بـ 4,649 نسمة .